# Wait Until Dark
Wait Until Dark is een Amerikaanse thriller uit 1967 onder regie van Terence Young. 

## Verhaal
Susy Hendrix is pas getrouwd en recent blind geworden. Ze wordt geterroriseerd door een drietal misdadigers. Zij zijn in haar appartement op zoek naar een pop waarin heroïne verstopt zit.

## Locatie
De film is op locatie in New York opgenomen, op het adres: St Luke's Place 27B (later nr. 5), Greenwich Village in Lower Manhattan. De uiterlijke kenmerken van het pand zoals getoond in de film zijn nog steeds zichtbaar.

## Rolverdeling
| Acteur              | Personage                  |
| ------------------- | -------------------------- |
| Audrey Hepburn      | Susy Hendrix               |
| Alan Arkin          | Roat / Roat jr. / Roat sr. |
| Richard Crenna      | Mike Talman                |
| Efrem Zimbalist jr. | Sam Hendrix                |
| Jack Weston         | Carlino                    |
| Samantha Jones      | Lisa                       |
| Julie Herrod        | Gloria                     |